# Verwaltungsgemeinschaft Crailsheim

Verwaltungsgemeinschaft Crailsheim mit der Stadt Crailsheim und den Gemeinden Frankenhardt, Satteldorf und Stimpfach

In der vereinbarten Verwaltungsgemeinschaft Crailsheim (auch Vereinbarte Verwaltungsgemeinschaft der Großen Kreisstadt Crailsheim) im baden-württembergischen Landkreis Schwäbisch Hall haben sich eine Stadt und drei Gemeinden zur Erledigung ihrer Verwaltungsgeschäfte zusammengeschlossen. Der Sitz der Verwaltungsgemeinschaft liegt in der Stadt Crailsheim (erfüllende Gemeinde). 

## Mitgliedsgemeinden
Mitglieder dieser durch eine öffentlich-rechtliche Vereinbarung entstandenen Verwaltungsgemeinschaft sind:
- Stadt Crailsheim, Große Kreisstadt, 35.346 Einwohner, 109,08 km²
- Gemeinde Frankenhardt, 5011 Einwohner, 69,86 km²
- Gemeinde Satteldorf, 5717 Einwohner, 46,21 km²
- Gemeinde Stimpfach, 3000 Einwohner, 33,35 km²

## Struktur und Aufgaben
Ein gemeinsamer Ausschuss aus Vertretern der beteiligten Gemeinden entscheidet über die Erfüllungsaufgaben. Vorsitzender des gemeinsamen Ausschusses ist der Bürgermeister der erfüllenden Gemeinde (Crailsheim). Die „vereinbarte Verwaltungsgemeinschaft“ ist nicht selbst rechtsfähig, da sie keine Körperschaft des öffentlichen Rechts und damit auch kein Gemeindeverband ist. Die vereinbarte Verwaltungsgemeinschaft wurde aufgrund der §§ 59 ff. GO in Verbindung mit § 25 des Gesetzes über Kommunale Zusammenarbeit gebildet. Den Umfang der übertragenen Aufgaben der vereinbarten Verwaltungsgemeinschaft bestimmt § 61 der baden-württembergischen Gemeindeordnung.